# Belga-Rise

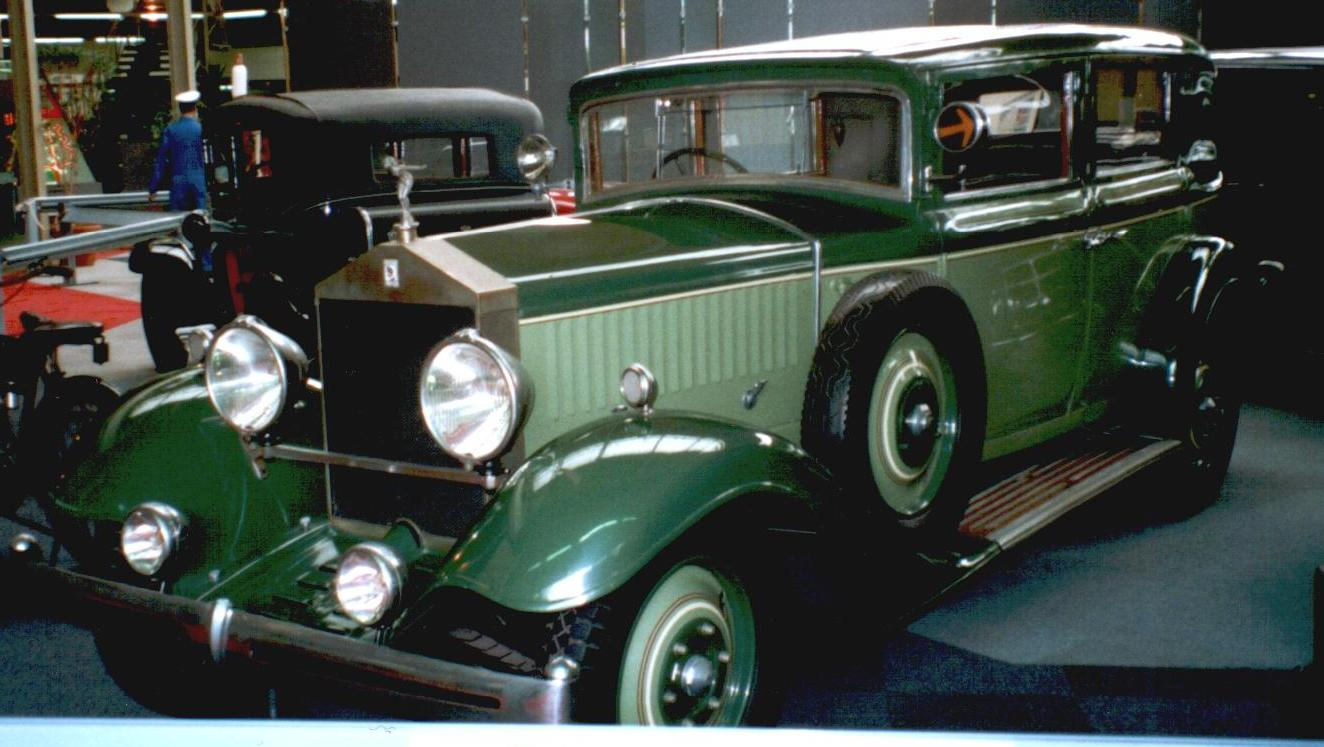
Belga-Rise BR 8 uit 1938

Belga-Rise is een voormalige autofabrikant en voormalig automerk uit Gent (België).
De fabrikant produceerde tussen 1929 en 1938 auto's in het luxe-segment van de markt. Men begon met een auto die in licentie van het Franse Sizaire werden gebouwd, waardoor het merk aanvankelijk ook bekend was als Sizaire-Belge. Deze auto had een zescilindermotor. In 1932 had de koper de keuze tussen een zescilinder met 3030cc of een achtcilinder met 4080cc. Er is nog minstens één exemplaar bewaard gebleven en is te bezichtigen in Autoworld Brussels.